# بطاقة الصوت
بطاقة الصوت (والمعروفة أيضا باسم البطاقة السمعية) هي بطاقة توسيع كمبيوتر تسهل المدخلات والمخرجات من الإشارات الصوتية من وإلى جهاز الكمبيوتر في ظل رقابة من برامج الكمبيوتر. ويستخدم عادة من بطاقات الصوت وتشمل توفير العنصر الصوتي لتطبيقات الوسائط المتعددة مثل التأليف الموسيقي، وتحرير أفلام الفيديو أو الصوت، والعرض، والتعليم، والترفيه (ألعاب). العديد من أجهزة الكمبيوتر لديها قدرات صوتية في الجهاز، في حين أن البعض الآخر يتطلب التوسع في بطاقات إضافية لتوفير القدرة السمعية.

## خصائص عامة

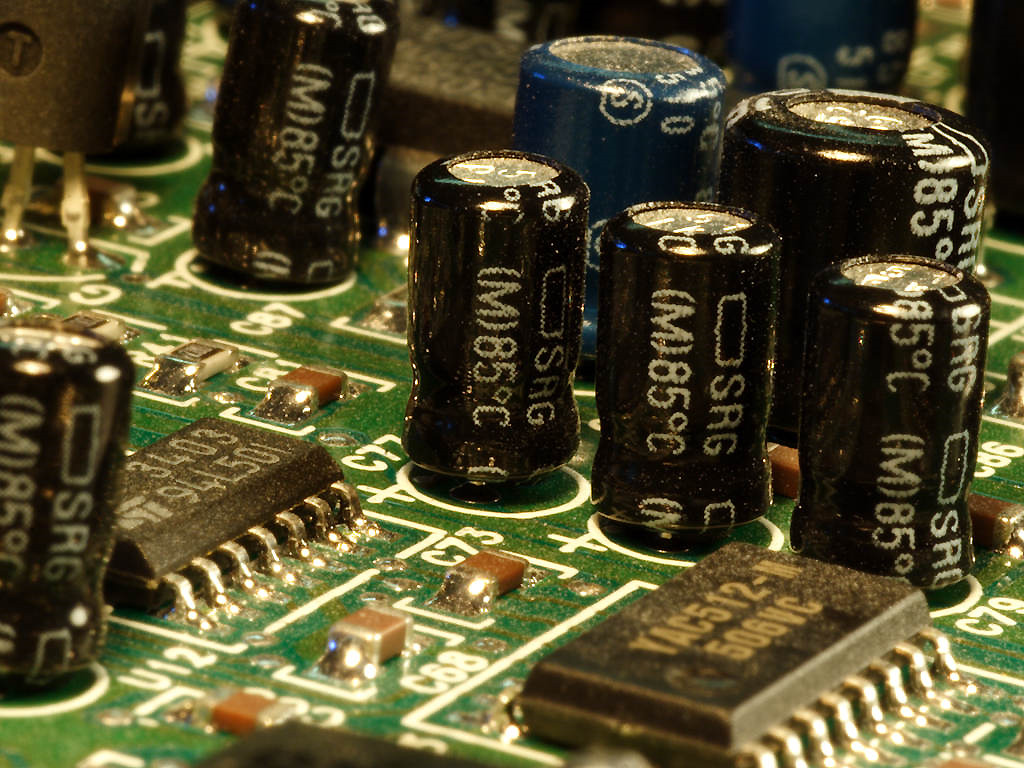
مقرب من بطاقة الصوت ثنائي الفينيل متعدد الكلور، والتي تبين المكثفات كهربائيا، سمت المكثفات والمقاومات، واثنين من YAC512 القناة 16 بت لجنة المساعدة الإنمائية.

بطاقات الصوت عادة ما تحول الرقمية إلى محول تناظري (لجنة المساعدة الإنمائية)، والذي يحول مسجل أو المتولدة البيانات الرقمية إلى تنسيق تمثيلي. الناتج إشارة متصلا بمكبر للصوت وسماعات، أو جهاز خارجي باستخدام الرقاقات القياسية، مثل موصل ت ر س أو موصل انديانابوليس. إذا كان عدد وحجم الروابط كبير جدا بالنسبة للمساحة على حامي الموصلات سيكون خارج الجهاز، وعادة ما تستخدم صندوق الاختراق، أو حامي مساعد. البطاقات المتقدمة عادة ما تشتمل علي أكثر من رقاقة واحدة لتوفير بيانات علي اعلي معدلات وظائف متعددة في وواحد، على سبيل المثال بين إنتاج الصوت الرقمي وتوليف الأصوات (عادة الحقيقي لجيل من الزمن والموسيقى والمؤثرات الصوتية باستخدام الحد الأدنى من البيانات ووحدة المعالجة المركزية). ها
الاستنساخ الصوتي الرقمي عادة ما يتم مع متعدد القنواتDACs، والتي هي قادرة على عينات رقمية متعددة في نفس الوقت في ملاعب، وأحجام مختلفة، أو اختياريا تطبيق في الوقت الحقيقي آثار مثل تصفية أو تشويه. متعدد القنوات الرقمية تشغيل الصوت يمكن أن يستخدم أيضا لتوليف الموسيقى عند استخدامها مع الامتثال، وحتى محاكاة متعددة القنوات. وقد أصبح هذا النهج المشترك مع سعي المنتجين لتبسيط تصميم وتكلفة بطاقات الصوت.
معظم بطاقات الصوت وجود خط للموصل في إشارة
من شريط كاسيت مسجل أو ما شابه ذلك من مصادر الصوت. بطاقة الصوت تحويل الرقمي للإشارة ويخزنها (تحت السيطرة الملائمة للبرمجيات الكمبيوتر مطابقة) على القرص الثابت للكمبيوتر للتخزين، والتحرير، أو مزيد من المعالجة. موصل خارجي مشترك آخر هو موصل الميكروفون، لاستخدام مكبر الصوت أو غيرها من تدني مستوى مساهمة الجهاز. ويمكن إدخال من خلال جاك الميكروفون ثم يتم استخدامها من قبل برامج التعرف على الكلام، أو لنقل الصوت عبر بروتوكول التطبيقات.

### قنوات الصوت وتعدد الأصوات

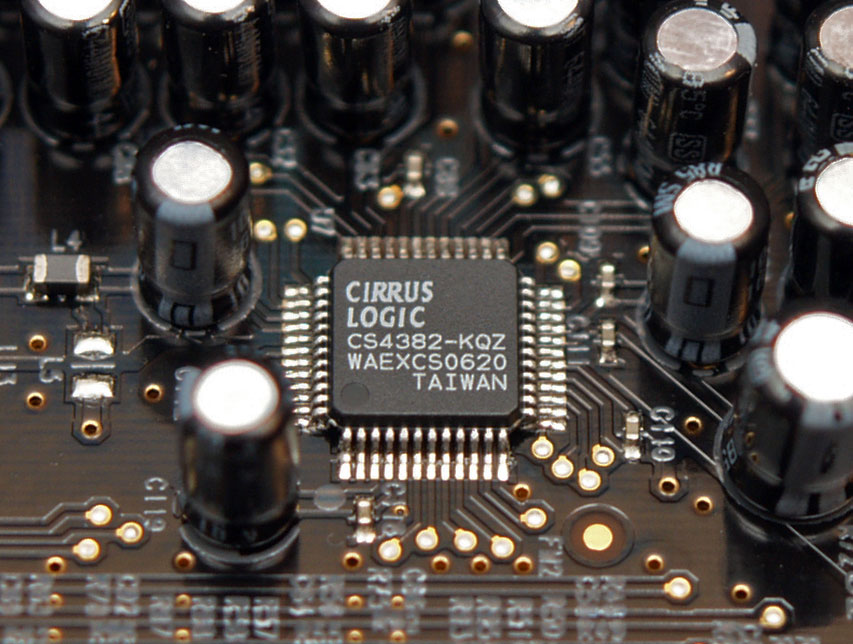
8 قنوات لجنة المساعدة الإنمائية المعلاق المنطق CS4382 وضعت على مكبر الصوت العاشر فاي Fatal1ty.

خاصية مهمة من بطاقات الصوت هو تعدد الأصوات، والتي هي أكثر من صوت واحد واضح أو لعب الصوت في وقت واحد وبشكل مستقل، وعدد من القنوات في وقت واحد. انة يميل إلى ان يكون به عدد من المخرجاتالكهربائية السمعية المتميزة، التي قد تتوافق مع اعداد السماعة الخارجية مثل 2.0 (ستيريو)، 2.1 (ستيريو ومكبر الصوت الفرعي)، 5.1 الخ في بعض الأحيان تستخدم، قواعد «الأصوات» و«القنوات» التبادل للدلالة على درجة تعدد الأصوات، وليس في تكوين السماعة الخارجية.
على سبيل المثال، العديد من شرائح الصوت القديمة يمكن أن تستوعب ثلاثة أصوات، ولكن قناة سمعية واحدة فقط (أي أحادية فردية الإخراج) للإخراج، تتطلب أن تكون جميع الأصوات مختلطة معا. أكثر البطاقات الأخيرة، مثل أد ليب بطاقة الصوت، لها 9 من الأصوات المتعددة و1 قناة أحادية باعتبارها وحدة إخراج مشتركة.
لبعض السنوات، كانت معظم أجهزة الكمبيوتر لها إنشاءات FM صوتية (عادة 9 أو 16) التي كانت عادة ما تستخدم للموسيقى MIDI. القدرات الكاملة للبطاقات المتقدمة في كثير من الأحيان لا يتم استخدامها بشكل كامل؛ واحد فقط (أحادي) أو اثنين (ستيريو) صوت (ق) وقناة (ق) وعادة ما تكون مخصصة لتشغيل عينات للصوت الرقمي، ولعب أكثر من عينة صوتية رقمية واحدة وعادة ما يتطلب برمجة المكساج الصوتي بمعدل ثابت للعينات. بطاقات الصوت الحديثة ذات التكلفة المنخفضة (أي تلك التي بنيت في اللوحات الأم) مثل ترميز الصوت ق مثل ذاك اللقاء بين معايير ترميز الصوت وفك ترميزه 97 ‏ وحتى بعض التوسع في بطاقات الصوت لا يزال يعمل على هذا النحو. أنها يمكن أن توفر أكثر من قناتين إخراج للصوت (عادة 5.1 أو الصوت المحيطي 7.1)، لكنها عادة لا يكون هناك تعدد للأصوات الفعلية للأجهزة سواء للمؤثرات الصوتية أو إعادة إنتاج MIDI، ويتم تنفيذ هذه المهام بشكل كامل في مجال البرمجيات. وهذا مشابه لطريقة البرمجيات الحديثة الرخيصة 0} لأداء المهام الحديثة في مجال البرمجيات وليس في الأجهزة).
أيضا، في الأيام الأولى إنشاءات جدول الأصوات، بعض مصنعى بطاقة الصوت أعلنوا تعدد الأصوات فقط على قدرات MIDI وحدها. في هذه الحالة، قناة إخراج البطاقة تكون غير ذات صلة (وعادة، تكون البطاقة الوحيدة القادرة على قناتين من الصوت الرقمي). بدلا من ذلك، قياس تعدد الأصوات ينطبق فقط على كمية من معدات بطاقة الصوت MIDI تكون قادرة على الإنتاج في وقت واحد معين.
اليوم، توفر بطاقة الصوت تعدد الأصوات الفعلى للأجهزة، بغض النظر عن عدد قنوات الإخراج، عادة ما يشار إليها ك «مسرع الأجهزة السمعية»، على الرغم من تعدد الأصوات الصوت الفعلي ليست هي وحدها (أو حتى الضرورى) شرطا أساسيا، مع جوانب أخرى من هذا القبيل كتسريع الأجهزة ذات الصوت الثلاثي الأبعاد 3D، الصوت الموضعى وتأثيرات الوقت الحقيقي DSP تكون أكثر أهمية.
منذ تشغيل الصوت الرقمي الذي أصبح متوفرا، وقدمت أداء أفضل من الإنشاء، بطاقات الصوت الحديثة مع الأجهزة متعددة الأصوات في الواقع لا تستخدم DACs كالعديد من القنوات كأصوات. بدلا من ذلك، يقومون بأداء خلط للاصوات ومعالجة الآثار في الأجهزة (في النهاية يؤدون ترشيح رقمي وتحويلات من وإلى التردد المسيطر لتطبيق تأثيرات معينة) داخل DSP المعقد. في مرحلة التشغيل النهائى التي تؤدى من قبل الخارجى (في إشارة إلى DSP chip(s)) DAC مع قنوات اقل من الأصوات (على سبيل المثال، 8 قنوات الصوت 7.1، التي يمكن تقسيمها بين 32، 64 أو حتى 128 أصوات).

## رموز ملونة
الموصلات على بطاقات الصوت يكون لها رموز ملونة وفقا لنظام دليل تصميم الكمبيوتر. انها سيكون لها أيضا الرموز مع سهام، وثقوب وموجات صوتية التي ترتبط مع كل موقع لكابل، ومعنى كل منها يرد أدناه:
| اللون | اللون          | الوظيفة                                                                                          | موصل          | رَمْز                                         |
| ----- | -------------- | ------------------------------------------------------------------------------------------------ | ------------- | ------------------------------------------- |
|       | الوردى         | التناظرية الميكروفون إدخال الصوت.                                                                | ت ر س 3.5 ملم | ميكروفون                                    |
|       | الأزرق الخفيف  | مستوى خط ادخال الصوت التناظرى.                                                                   | ت ر س 3.5 ملم | سهم يذهب إلى دائرة                          |
|       | الأخضر الجيرى  | مستوى خط إخراج الصوت التناظرى للإشارة الاستريو الرئيسية (مكبرات الصوت الجانبية أو سماعات الرأس). | ت ر س 3.5 ملم | سهم يخرج من جانب واحد من الدائرة إلى الموجة |
|       | البني / الغامق | مستوى خط إخراج الصوت التناظرى للمخطط الخاص مكبرات الصوت من اليمين إلى اليسار.                    | ت ر س 3.5 ملم |                                             |
|       | الأسود         | مستوى خط إخراج الصوت التناظرى لمكبرات الصوت المحيطة، عادة ما يكون ستيريو خلفي.                   | ت ر س 3.5 ملم |                                             |
|       | برتقالي        | مستوى خط إخراج الصوت التناظرى لقناة مكبر الصوت المركزى ومضخم صوت                                 | ت ر س 3.5 ملم |                                             |
|       | الذهبى /الأخضر | وحدة الألعاب MIDI/ {0{/0}                                                                        | 15 pin D      | سهم يخرج إلى كلا من الجانبين إلى الموجات    |

## تاريخ بطاقات الصوت آي بي إم لهندسة الكمبيوتر

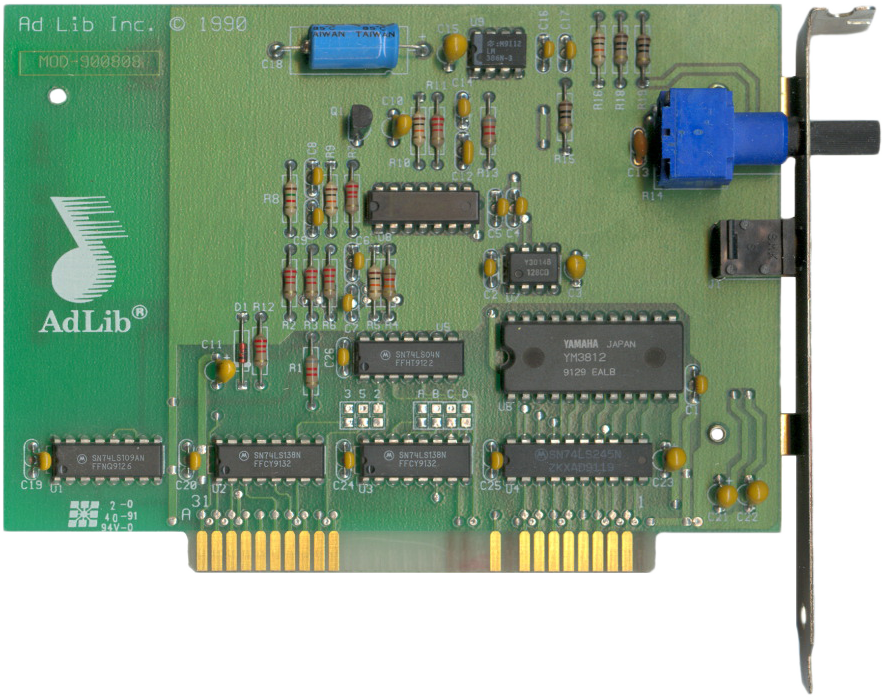
وAdLib بطاقة مركب الموسيقى، كانت واحدة من بطاقات الصوت الأولى حوالي عام 1990. علما أن حجم الخط التكيف مقبض الباب.

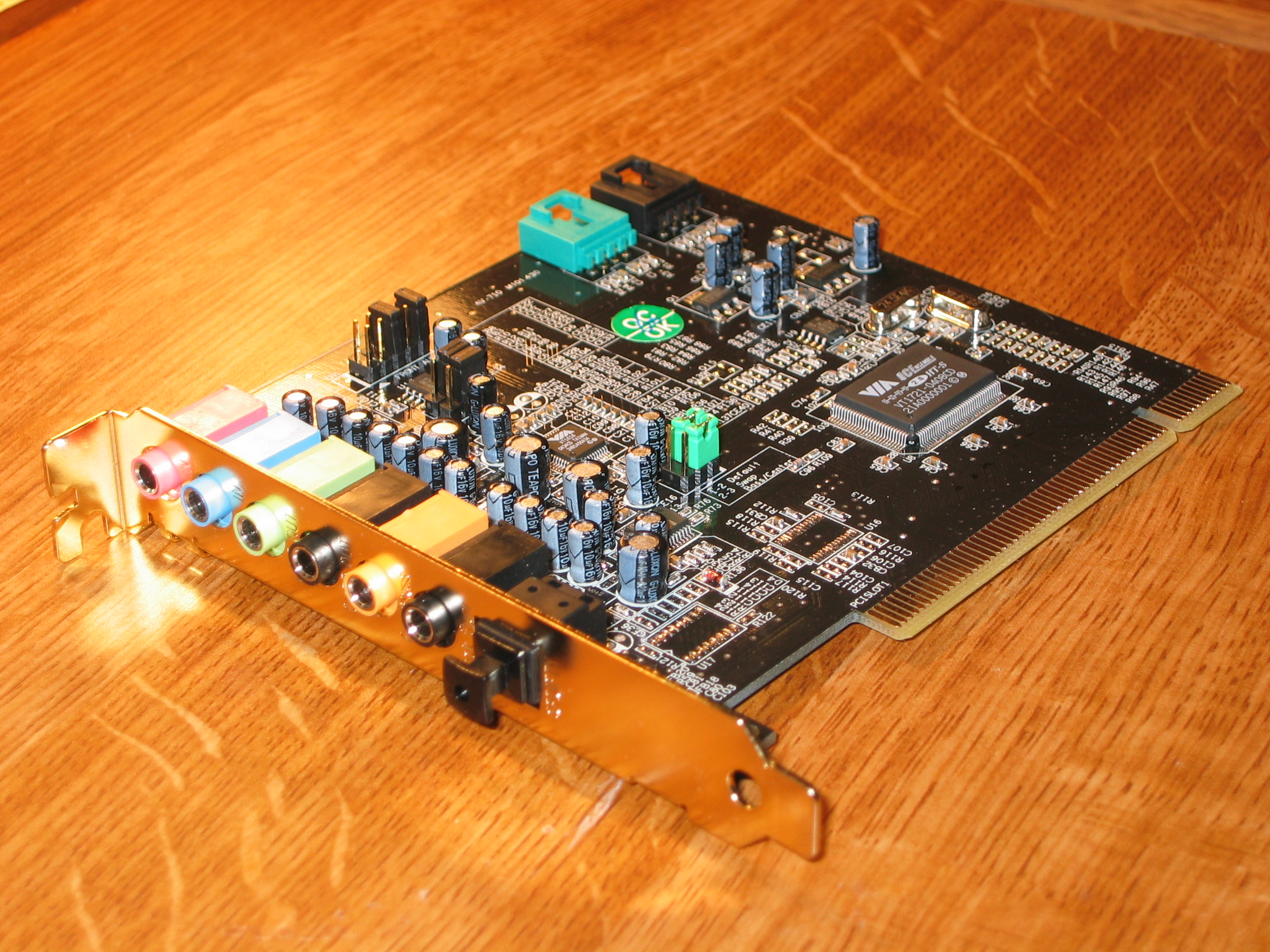
وجود بطاقة صوت على أساس فيا الحسد رقاقة.

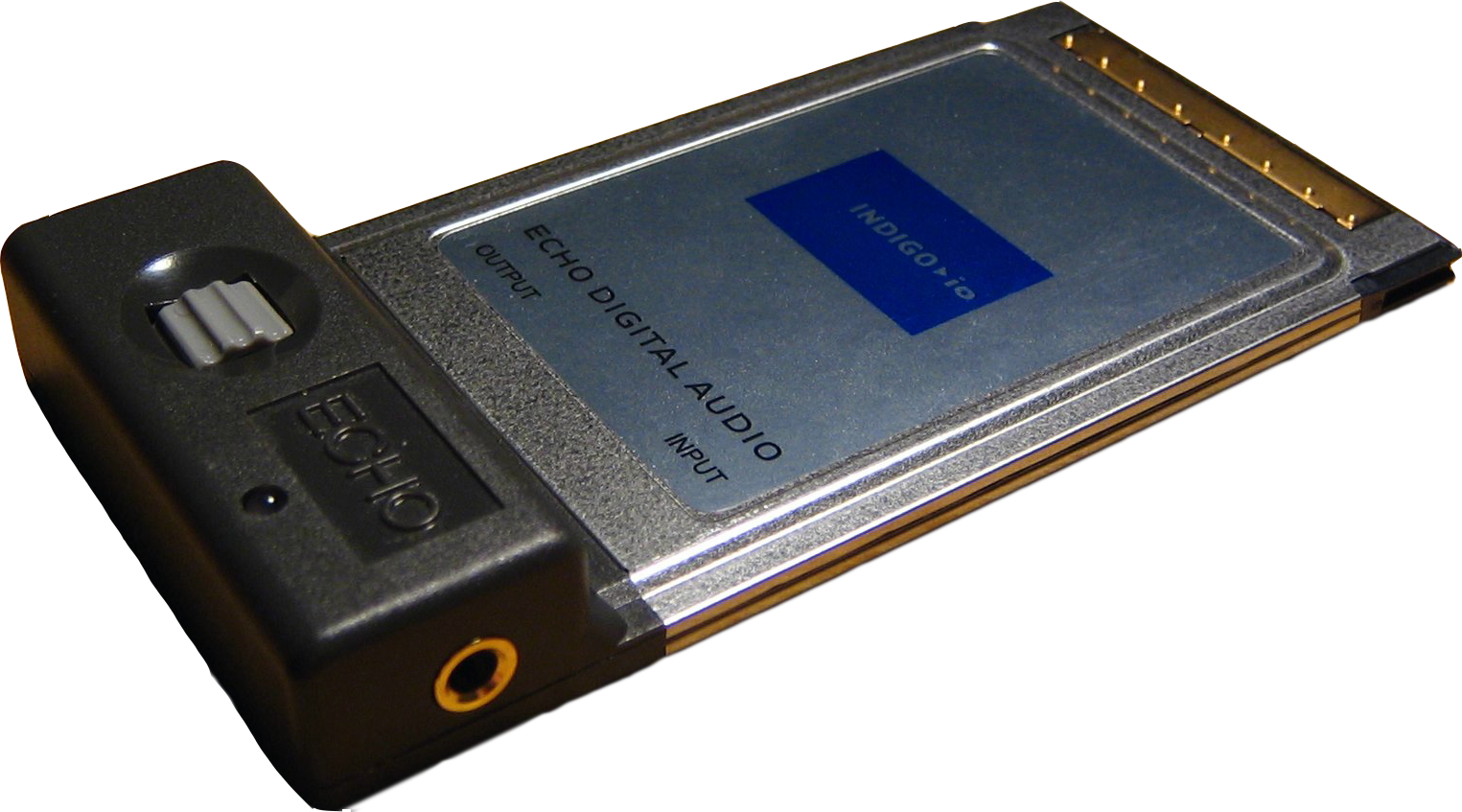
صدى الصوت الرقمي التابع لشركة نيلي الإعلام والتوعية -- محول بطاقه 24 بت 96 كيلو هرتز ستيريو داخل / خارج بطاقة الصوت.

بطاقات الصوت لأجهزة الكمبيوتر المتوافقة مع آي بي إم كانت غير شائعة حتى عام 1988، والتي تركت مكبرات الصوت الداخلية للكمبيوتر بمفردها باعتبارها السبيل الوحيد في وقت مبكر لبرامج الكمبيوتر التي يمكن ان تنتج الصوت والموسيقى. أجهزة مكبرات الصوت كانت عادة ما تقتصر على موجات مربعة، والتي تناسب اسمها المستعار الشائع «الصافرة». الصوت الناتج عن ذلك يوصف عادة بأنه «الصفافير وboops». شركات عديدة، أهمها الوصول إلى البرمجيات، وتطوير تقنيات لاستنساخ الصوت الرقمي عبر مكبر الصوت للكمبيوتر، والصوت الناتج، حيث الوظيفى الواضح، يعاني من تشوه الخارج والحجم المنخفض، وعادة ما يتطلب من جميع التجهيزات الأخرى أن تتوقف أثناء لعب الأصوات. غيرها من نماذج الكمبيوتر المنزلى في 1980s شملت دعم الأجهزة لتشغيل الصوت الرقمي، أو توليف الموسيقى (أو كليهما)، تاركا جهاز كمبيوتر آي بي إم بغير ذات ميزة لهما عندما جاء إلى تطبيقات الوسائط المتعددة مثل تأليف الموسيقى أو تكوين الألعاب.
من المهم أن نلاحظ أن التصميم الأولي والتسويق ركز على بطاقات الصوت لمنصات أجهزة الكمبيوتر الشخصية في آي بي إم التي لا تستند إلى الألعاب، وإنما على التطبيقات الصوتية المحددة مثل التأليف الموسيقي (AdLib النظام الموسيقي الشخصي، النظام الموسيقى المخلق، آي بي إم الموسيقى المميزة للبطاقة (أو على توليف الكلام (Digispeech DS201، Covox شيء الكلام، الإلكترونيات الممتدة الصدى). فقط حتى سيراليون وغيرها من شركات الألعاب أصبحت طرفا في عام 1988 كان هناك تحول تجاة الألعاب.

### مصنعي الأجهزة
واحدا من أولى مصنعى بطاقات الصوت للكمبيوتر آي بي إم كان أد ليب، الذي أنتج بطاقة على أساس ياماها YM3812 سفينة الصوت، ويعرف أيضا باسم OPL2. وكان ل AdLib وضعين: وضعA 9 صوت، حيث كل صوت يمكن أن يكون مبرمجا تماما، وأقل استخداما للتردد «بالدق» واسطة مع 3 أصوات منتظمة لتنتج 5 أصوات قرع مستقلة فقط لمجموع 11. (كان يعتبر واسطة قرع غير مرنة من قبل المطورين، بل كان يستخدم في الغالب من قبل تكوين البرمجيات الخاصة ب AdLib.)
المختبرات الإبداعية كانت أيضا تسوق بطاقة صوت في نفس الوقت تقريبا وتدعى النظام الموسيقى الابداعى. على الرغم من أن C/MS لة  قد اثنتي عشرة أصوات لAdLib التسع، وكانت بطاقة ستيريو بينما كان ل AdLib أحادية، كان يستند إلى التكنولوجيا الأساسية على فيليبس شريحة SAA 1099 التي هي في جوهرها مولد للموجة المربعة. بدا ذلك أنة سيكون لجهاز الكمبيوتر اثني عشر مكبرات للصوت، وفشلت أن تباع بشكل جيد، حتى بعد إعادة تسميتها الابداعية مكبر الألعاب بعد ذلك بعام، وتسويقها من خلال راديو شاك في الولايات المتحدة. مكبر الألعاب بالمفرق تحت 100 دولار، وتضمنت لعبة الضرب Silpheed.
وهناك تغيير كبير في جهاز الكمبيوتر آي بي إم المتوافق مع سوق بطاقة الصوت حدث مع المختبرات الابداعية التي قدمت بطاقة مكبر الصوت. مكبر الصوت استنسخ AdLib، وأضاف مساعد معالج الصوت للتسجيل واعادة تشغيل الصوت الرقمى (يرجح أن تكون لها متحكم دقيق من قبل المخترع). أنه من غير الصحيح أن يسمى ب "DSP" (ليشار إلى أنه كان معالج إشارة رقمية)، وهو {منفذ الألعاب {/0} لإضافةذراع التحكم، والقدرة على مواجهة معدات MIDI (باستخدام منفذ اللعبة وكابل خاص). مع المزيد من الميزات في نفس السعر تقريبا، والتوافق كذلك، فإن معظم المشترين تختار مكبر الصوت. لأنها في النهاية مبيع AdLib وتسيطر على السوق.
خط مكبر الصوت للبطاقات، جنبا إلى جنب مع محركات الأقراص المضغوطة الرخيصة الأولية ا وادانة تكنولوجيا الفيديو، إيذانا ببدء عهد جديد من تطبيقات الوسائط المتعددة للكمبيوتر التي يمكن أن تؤدي إلى إعادة تشغيل قرص الصوت، إضافة إلى إجراء حوار مسجل لألعاب الكمبيوتر، أو حتى استنساخ حركة الفيديو (وإن كان ذلك في وميض ومواصفات أقل من الأيام الأولى). القرار الواسع النطاق لدعم تصميم مكبر الصوت في تصميم الوسائط المتعددة وعناوين الترفية يعني أن مستقبل بطاقات الصوت مثل الرؤية الاعلامية الموالية لطيف الصوت والموجات فوق الصوتية الوهنة كان لا بد أن يكون مكبر الصوت متوافق إذا كانوا يريدون البيع الجيد. وحتى أوائل 2000s (من خلال AC'97 السمعية القياسية أصبح أكثر انتشارا وفي نهاية المطاف أخذ مكبر الصوت كمعيار، نظرا لانخفاض التكلفة والاندماج في العديد من اللوحات الأم)، مكبر الصوت المتوافق هو المعيار الذي ما زال يدعم العديد من بطاقات الصوت الآخرى للحفاظ على التوافق مع العديد من الألعاب والتطبيقات المنطلقة.

### اعتماد الصناعة
عندما نوت شركة الألعاب Sierra On-Line دعم أجهزة الموسيقى المضافة (بدلا من المضمنة في الأجهزة مثل السماعة الخارجية [[للكمبيوتر وقدرات الصوت المضمنة {/}للPCjr آي بي إم وتاندي 1000)]]، ما الذي يمكن عمله مع الصوت والموسيقى على كمبيوتر آي بي إم تغيرت تغيرا هائلا. اثنتين من شركات في شراكة مع سيراليون مع رولاند Adlib، اختارت إنتاج الألعاب الموسيقية لسعي الملك 4 التي دعمت طن متري رولاند - 32 وAdlib مخلق الموسيقى. وكان 32 مليون طن، متفوقة في جودة الإنتاج، ويرجع ذلك جزئيا إلى أسلوبها في توليف الصوت وكذلك المدمج في التردد. حيث أنه كان المزج الأكثر تطورا الذي يؤيدونة، اختار سيراليون استخدام أكثر من 32 طن متري، للميزات المخصصة والالات الغير تقليدية الصك، وإنتاج المؤثرات الصوتية الخلفية (على سبيل المثال، نقيق طيور، clopping حوافر الخيل، الخ)، قبل أن يجلب مكبر الصوت تشغيل مقاطع الصوت الحقيقية لوسيلة ترفيه الكمبيوتر الشخصى العالمي. الكثير من شركات الألعاب أيضا أيدت MT-32، لكن أيدت بطاقة Adlib كبديل لأن هذا الأخير أعلى في قاعدة السوق. اعتماد MT-32، مهد الطريق لخلق mpü - 401 / صوت رولاند Canvas ومعايير MIDIالعامة باعتبارها الوسيلة الأكثر شيوعا لتشغيل موسيقى الألعاب حتى منتصف 1990s.

### ميزة التطور
في وقت مبكر بطاقات الصوت {0ISA bus {/0} كانت حافلة نصف مزدوج، وهذا يعني أنهم لا يستطيعون تسجيل وتشغيل الصوت الرقمية في وقت واحد، يرجع معظمه إلى أجهزة البطاقات الرديئة (على سبيل المثال DSPs، ). في وقت لاحق، بطاقات ISA مثل سلسلة مكبر الصوت AWE وسلسلة مكبر الصوت الأخيرة Plug-and-play التي أصبحت في نهاية المطاف مزدوجة الاتجاه وتم دعمه في وقت واحد بالتسجيل والتشغيل، ولكن على حساب استخدام ما يصل اثنين IRQ ود قنوات DMA بدلا من واحد، مما يجعلهم لا تختلف عن وجود اثنين من نصف بطاقات الصوت المزدوجة من حيث التكوين. قرب نهاية حياة ISA bus'، بدأت بطاقات الصوت، ISA الاستفادة أخذ ميزات مشاركة IRQ، وبالتالي تقليل احتياجات IRQs إلى واحد، ولكن لا تزال هناك اثنين من قنوات DMA. العديد من {0بطاقات PCI bus{/0} لم تكن لديها تلك القيود ومعظمها كاملة الازدواج. كما تجدر الإشارة أيضا إلى أن العديد من بطاقات PCI bus الحديثة أيضا لا تحتاج إلى قنوات DMA حرة لتعمل.
أيضا، على مر السنين، بطاقة الصوت قد تطورت من حيث معدل عينات السمعية الرقمية (ابتداء من 8 بت 11.025 كيلو هرتز، إلى 32 بت، و 192 كيلو هرتز التي هي أحدث حلول الدعم). على طول الطريق، بدأت بعض البطاقات بتقديم توليف جدول الأصوات، التي توفر أعلى جودة في توليف MIDI بالنسبة إلى حلول سابقة تستند إلى OPL الذي يستخدم توليفات FM. أيضا، بدأت بعض البطاقات العالة النهائية بامتلاكهاذاكرة الوصول العشوائي الخاصة بها والمعالج الذي يمكن للمستخدم تحديد عينات سليمة ومعدات MIDI وكذلك لافراغ معالجة الصوت من وحدة المعالجة المركزية.
لسنوات، لبطاقات الصوت واحد أو اثنين فقط من القنوات الصوتية الرقمية (وأبرزها سلسلة مكبر الصوت والمتوافقة معها) مع استثناء من الوهن عائلة الموجات فوق الصوتية، والتي قد دعمت الأجهزة لمدة تصل إلى 32 قنوات مستقلة للصوت الرقمي. الألعاب في وقت مبكر لاعبى MOD يحتاجون إلى المزيد من القنوات من البطاقة التي يمكن أن تدعم التي اضطرت إلى اللجوء إلى خلط قنوات متعددة في مجال البرمجيات. حتى اليوم، فإن الاتجاه لا يزال إلى مزج تيارات متعددة الصوت في البرنامج، إلا في المنتجات المخصصة لهواة الألعاب أو الموسيقيين المحترفين، مع وجود فرق في السعر المعقول من «البرمجيات القائمة على المنتجات». أيضا، في عصر مبكر من توليف جدول الأصوات، فإن شركات بطاقات الصوت أيضا في بعض الأحيان يتفاخرون بتعدد قدراتالأصوات من حيث توليفMIDI. تعدد الأصوات في هذه القضية وحدها تشير إلى كمية من ملاحظات MIDI للبطاقة القادرة على التوليف في وقت واحد وفي وقت معين وليس مقدار دفق بطاقة الصوت الرقمية القادرة على التعامل.
في ما يتعلق الصوت الناتج المادي، وعدد من القنوات السمعية المادية قد زاد أيضا. أولى حلول بطاقات الصوت كانت بالأبيض والأسود. تم عرض صوت ستيريو في وقت مبكر 90s، وجاء الصوت quadraphonic في أواخر 90s. تلا هذا هذه فترة وجيزة من قبل 5.1 القناة السمعية. في أحدث دعم لبطاقة الصوت ما يصل إلى 8 قنوات صوتية مادية في إعداد السماعة الخارجية 7.1 ا.

### بطاقة الصوت المهنية (مواجهات الصوت)

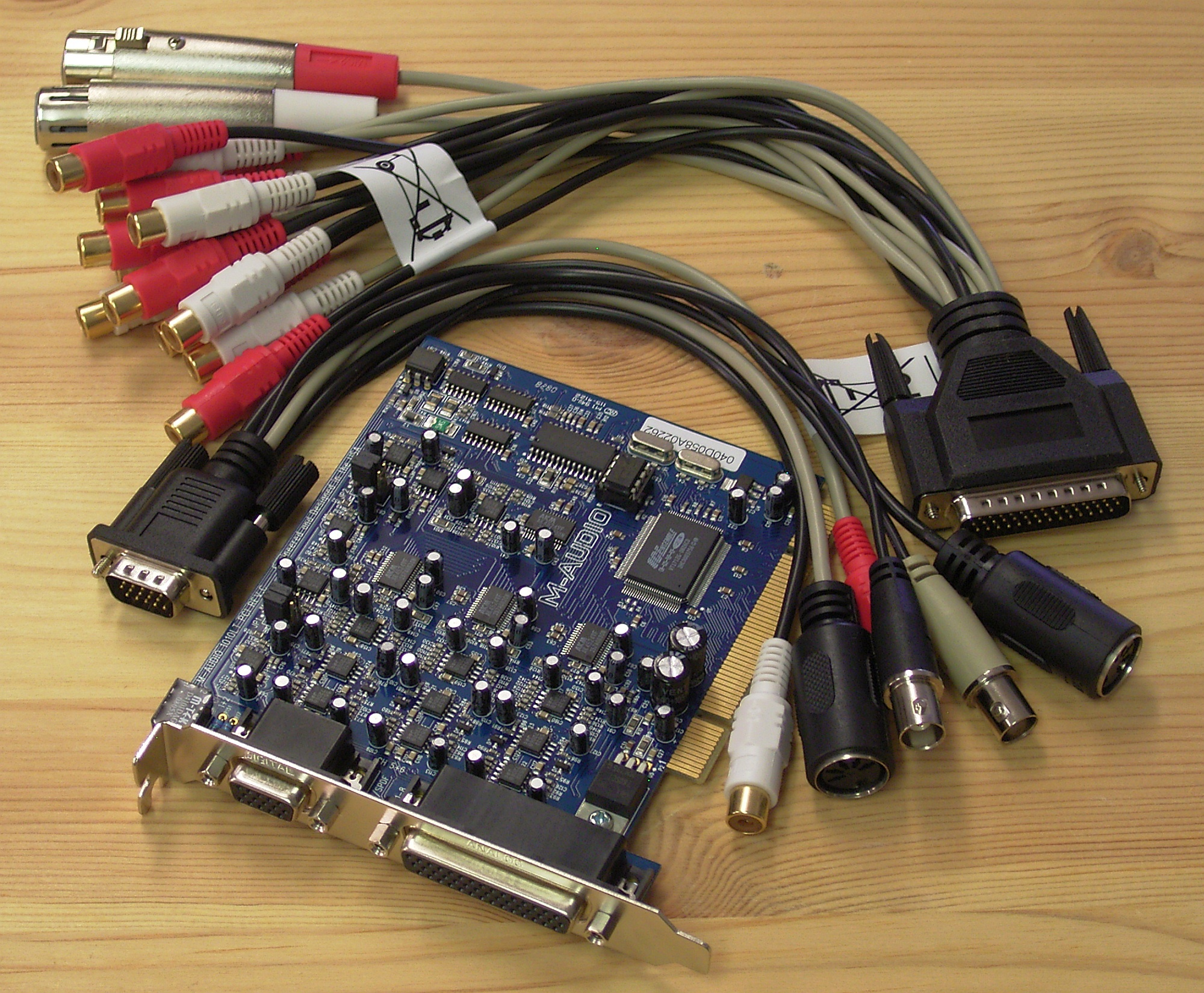
وم الصوت المهنية بطاقة الصوت مع اندلاع الكابلات.

بطاقات الصوت المهنية هي الأمثل لبطاقة الصوت الخاصة في الوقت الحقيقي (أو على الأقل الكمون المنخفض)تسجيل عدة قنوات للصوت والتشغيل، بما في ذلك مجال دقة الاستوديو. عادة ما يتبع مستخدميها بروتوكلات دفق الصوت للادخال والإخراج للاستخدام مع هندسة الصوت المهنية وبرمجيات والموسيقى، على الرغم من أنة متاح للمستخدمين أيضا لمداسيو كما تتوفر برامج التشغيل للمجموعة واسعة من المستهلكين بطاقة الصوت الصف.
بطاقة الصوت المهنية التي توصف عادة بأنها «واجهات السمعية»، وأحيانا يكون على شكل رف الخارجية وحدات باستخدام [[[أوسب] 2.0 وفايرواير]]، أو واجهة البصرية، وتقديم بيانات كافية. التركيز في هذه المنتجات هو، بصفة عامة، على مدخلات الإنتاج ووصلات متعددة ومباشرة لدعم الأجهزة متعددة الإدخال والإخراج قنوات سليمة، فضلا عن ارتفاع معدلات أخذ العينات ودقة الأداء بالمقارنة مع بطاقة الصوت للمستهلك المعتاد. في هذا الصدد، دورها والغرض المقصود منه هو أكثر مماثلة لتعدد القنوات المتخصصة لمسجل البيانات في الوقت الحقيقي وخالط الصوت والمعالج، والأدوار التي لا يمكن تحقيقها إلا بدرجة محدودة مع بطاقة الصوت للمستهلك النموذجي.
من ناحية أخرى، فإن بعض سمات بطاقة الصوت الاستهلاكية مثل تقديم الدعم لملحقات الصوت البيئيية، والاستغلال الأمثل لتسريع الأجهزة في ألعاب فيديو، أو الاثار الحقيقية الثانوية، وغير موجود، أو حتى غير مرغوب فيه لبطاقة الصوت المهنية، وعلى هذا النحو واجهات الصوت التي لا يوصى للمستخدم النموذجي المنزلى.
النمطية «درجة المستهلك» بطاقة الصوت تكون للوطن العام، والمكاتب وأغراض الترفيه، مع التركيز على التشغيل والاستخدام العرضي، بدلا من تلبية احتياجات مهنيين الصوت. ردا على هذا، شتاينبرغ (المبدعين من تسجيل الصوت والتسلسل والبرمجيات، Cubase وNuendo) وضعت البروتوكول الذي يحدد التعامل مع المدخلات والمخرجات السمعية المتعددة.
بصفة عامة، بطاقات الصوت لدرجة المستهلك فرض قيود عدة أنه سيكون من غير المقبول على لاحتراف السمع. واحدة من بطاقات الصوت الحديثة لأغراض توفر توفير ميلادي / دا المحول (التناظري إلى العرض الرقمي / الرقمية إلى تمثيلية). ومع ذلك، في التطبيقات المهنية، عادة ما يكون هناك حاجة لتسجيل المعززة (التناظري إلى العرض الرقمي) قدرات التحويل.
واحدة من القيود المفروضة على مستهلك بطاقة الصوت هو العدد الكبير نسبيا من أخذ العينات، وهذا هو الوقت الذي يستغرقه لتحويل ميلادي لإكمال التحويل من السليمة ونقلها إلى ذاكرة الكمبيوتر الرئيسية. الله أكبر
تعتبر بطاقات الصوت أيضا محدودة في معدلات فعالة لأخذ معدلات العينات وأعماق بت الذين في وسعهم الإدارة (قارن التناظرية الرقمية مقابل صوت)، ولها عدد أقل من القنوات المدخلات الأقل مرونة : استوديو التسجيل المهني عادة ما يتطلب استخدام أكثر من عقدين من القنوات التي تقدم بطاقات الصوت للمستهلك، ومزيد من الروابط للوصول، على العكس من مزيج متغير للداخلية—وأحيانا الظاهري—وجدت الروابط الخارجية لبطاقات المستهلك بطاقة الصوت الصف.

## أجهزة الصوت الأخرى من بطاقات التوسع

### أجهزة الصوت المتكاملة على لوحات الكمبيوتر
في عام 1984، كان أول آي بي إم PCjr ليس لة سوى 3 رقائق لتوليف الصوت (وSN76489) التي كانت قادرة على توليد ثلاث نغمات موجة رباعية مع المتغير، الزائفة و تنتج قنوات ضوضاء بيضاء التي يمكن أن تولد أصوات قرع بدائية. وتاندي 1000، في البداية استنساخ من PCjr، تكرار هذه الوظيفة، مع نماذج تاندي / م / راديو ليبرتي مضيفا تسجيل للصوت الرقمية / إمكانات إعادة التشغيل.
في أواخر 1990s، بدأ العديد من الشركات المصنعة للكمبيوتر استبدال المكونات في بطاقة الصوت مع رقاقة "الترميز" (في الواقع الجمع بين الصوت ميلادي / دا المحول) دمجها في اللوحة الام. كثير من تلك تستخدم مواصفات إنتل 'ق AC97. استخدم آخرون آسيا كابيتال رخيصة بطاقات اضافية.
اعتبارا من عام 2005، هذا الترميز "" عادة ما تفتقر إلى المعدات اللازمة لتركيب الموسيقى مباشرة أو حتى الصوت متعدد القنوات، مع برامج التشغيل والبرمجيات الخاصة المكونة لهذا النقص، على حساب سرعة المعالج (على سبيل المثال، ميدي الاستنساخ يأخذ 10 -- 15 ٪ مرة وحدة المعالجة المركزية على اثلون اكس بي 1600 + وحدة المعالجة المركزية).
ومع ذلك، عرضت بعض الشركات المصنعة (والعرض، اعتبارا من عام 2006) مع اللوحات الام المتكاملة «الحقيقي» (غير المرمزة) بطاقات الصوت، عادة في شكل شرائح مخصصة لتوفير ما يشبه ISA كامل أو المشروع Soundblaster التوافق، وهذا يوفر فتحة توسعة بينما توفر للمستخدم (نسبيا) كرت الصوت عالية الجودة.

### الصوت المتكامل على منصات أخرى
العديد من أجهزة الكمبيوتر المختلفة غير آي بي إم، مثل الكمبيوتر المنزلية في وقت مبكر مثل C64 الكومودور وأميغا أو أبل 'ق ماكنتوش، ومحطات العمل من المصنعين مثل الشمس كان لها لوحتها الام الخاصة المتكاملة لأجهزة الصوت. في بعض الحالات، وعلى الأخص في تلك الأميغا الكومودور وC64، لأنها توفر قدرات متقدمة جدا (كما في وقت الصنع)، في بلدان أخرى أنها ليست سوى الحد الأدنى من القدرات. بعض هذه المنصات كان لها أيضا بطاقات الصوت المصممة لابنية حافلتهم التي لا يمكن استخدامها في أجهزة الكمبيوتر القياسية.
شرائح الصوت المعتادة في أميغا، تدعى بولا، كانت لها أربع قنوات من الصوت الرقمي (2) لمكبر الصوت الايسر و 2 للأيمن) مع 8 بت من الوميض (على الرغم من البقع 14/15bit كان يحقق تكلفة عالية لاستخدام وحدة المعالجة المركزية) لكل قناة والتحكم بحجم 6 بت في الثانية لكل قناة. أعادة تشغيل الصوت مرة أخرى على أميغا تم فعلة من خلال القراءة المباشرة من رقاقة ذاكرة الوصول العشوائي من دون استخدام وحدة المعالجة المركزية الرئيسية.

### بطاقات الصوت على المنصات الأخرى
أحدث بطاقة للصوت معروفة التي تستخدم من قبل مستخدمى أجهزة الكمبيوتر كان جوتش ا آلات النفخلاصطناعية، جهاز الموسيقى لأفلاطون والمحطات، وعلى نطاق واسع، اعتبرت المقدمة لبطاقات الصوت و MIDI. كان من اختراع في عام 1972.
في حين أن العديد من آلات Apple تأتي مع قدرات الصوت الخارجية، وذائع سلسلة Apple الثاني عانت من عدم وجود ما يزيد على الحد الأدنى من أجهزة الصوت، ولكن كل نموذج آخر لا يحتوي إلا على الصافرة التي كانت محدودة أكثر من واحد في جهاز الكمبيوتر. للالتفاف على المشكلة، والممتع شركة الأنظمة الدقيقة الشركة التي طورت Mockingboard (اسم التشغيل على الطائر المحاكي)، الذي هو أساسا وجود بطاقة صوت ل Apple الثاني. في وقت مبكر نماذج Mockingboard التي تتراوح بين 3 أصوات في الأحادية، في حين أن بعض التصاميم في وقت لاحق كانت 6 أصوات في ستيريو. بعض البرمجيات تؤيد استخدام اثنين من بطاقات Mockingboard الذي سمح 12 صوت موسيقى والصوت. 12 صوت، بطاقة واحدة للاستنساخ Mockingboard تسمى مطوار كانت أيضا تصنع من قبل الهندسة التطبيقية. في أواخر عام 2005 شركة تسمى ReactiveMicro.com أنتجت 6 صوت مستنسخة تسمى Mockingboard v1 وأيضا لديها خطط لاستنساخ Phasor وإنتاج بطاقة مهجنة التي سيتم اختيار المستخدم بين Mockingboard وPhasor وسائط مع دعم كل من - 01SC-01 أو SC-02 للكلام المخلق.
صخر أجهزة الكمبيوتر أيضا تعتمد على بطاقات الصوت لإنتاج أفضل نوعية الصوت. البطاقة، والمعروفة باسم Moonsound، تستخدم رقاقة الصوت ياماها OPL4. قبل Moonsound، كانت هناك أيضا بطاقة الصوت تسمى MSX موسيقى ومسموعة MSX، والذي يستخدم رقائق OPL2 وOPL3، بالنسبة للنظام.

### صوت USB "البطاقات
صوت USB البطاقات هي في الواقع صناديق خارجية التي تدمج في الكمبيوتر عن طريق [[.]] USB. خلافا للاسم، ومعظم هذه الصناديق لا تصنع أي صوت على الإطلاق. الصوت ينتج في البرمجيات داخل جهاز الكمبيوتر. هذه المربعات فقط لتوفير الاتصال من جهاز الكمبيوتر عن طريق usb لجهاز خارجي مثل ميكروفون في أوخط موصل داخل / خارج. هم أكثر دقة لواجهات الصوت بدلا من بطاقات الصوت.
مواصفات [USB ] تعرف على واجهة قياسية، ال USB [ فئة الأجهزة السمعية، مما يسمح لمستخدم واحد للعمل مع مختلف الأجهزة [USB] في السوق. بطاقات الاجتماع بمواصفات [USB] 2.0 لديها ما يكفي من القدرة على نقل سعة من البيانات لدعم عملية الصوت العالية الجودة إذا كانت تصميمات الدائرة مسموح بها.

### أجهزة الصوت الخارجية الأخرى
بطاقات صوت USB بعيدون عن الأجهزة الخارجية الأولى التي تسمح لجهاز الكمبيوتر لتسجيل أو توليف الصوت. على سبيل المثال، الأجهزة مثل Covox شيء الكلام كانت ذ على المنفذ المتوازي للكمبيوتر آي بي إم وغذت 6—أو 8 بت PCM بيانات العينة لإنتاج الصوت. أيضا، أنواع عديدة من بطاقات الصوت المهنية (واجهات الصوت) لها شكل فايرواير الخارجية، أو وحدة USB، وعادة لتوفير الراحة وتحسين الدقة.
بطاقة الصوت باستخدام واجهة PCMCIA cardbus حظيت بشعبية كبيرة في الأيام الأولى من الحوسبة المحمولة ووأجهزة الكمبيوتر الدفترية التي ليس لها صوت خارجى. حتى اليوم، في حين نادرة، حلول cardbus السمعية ا لا تزال تستخدم في بعض الأجهزة التي يكون فيها حلول الصوت الخارجى للكمبيوتر المحمول أو جهاز الكمبيوتر الدفترى لا تصل إلى قدم المساواة مع أصحاب الاحتياجات أو التوقعات، وبشكل خاص يستهدف دي جي المحمول، مع توفير وحدات فصل الوحدات الخارجة عادة التي تسمح باعادة التشغيل

## مستخدم العمارة
لاستخدام بطاقة الصوت، ونظام التشغيل عادة ما يتطلب برنامج مشغل جهاز معين. هذا هو مستوى البرنامج المنخفض الذي يعالج اتصالات البيانات بين الأجهزة المادية ونظم التشغيل. تشمل بعض أنظمة مستخدمين بعض أو كل الأوراق المتاحة، في حالات أخرى يمد المستخدمين بالبطاقة نفسها، أو المتوفرة للتحميل.
- برامج الدوسللكمبيوتر آي بي إم في كثير من الأحيان تستخدم مشغل المكتبات العالمية الوسيطة (مثل نظم تشغيل الصوت HMI، نظم الصوت مايلز. صوت مايلز لواجهة المكتبات ()، وما إلى ذلك) والذي يكون فيها المستخدمين لمعظم بطاقات الصوت الشائعة، حتى دوس في حد ذاته لم يكن لة مفهوم حقيقي لبطاقة الصوت. بعض مصنعين البطاقة يقدموا (وأحيانا غير فعالة) المستخدمين القائمين على TSR لمنتجاتها. غالبا ما يكونالمستخدم هو المضاهاة لمكبرات الصوت المصممة للسماح لمنتجاتها لمضاهاة مكبرات الصوت والسماح للألعاب التي لا يمكن إلا أن تستخدم صوت SoundBlaster للعمل مع البطاقة. أخيرا، بعض البرامج ببساطة لها مستخدم / شفرة مصدر الوسطية تدمج في البرنامج نفسه لبطاقات الصوت التي كانت معتمدة.
- يستخدم برامج تشغيل مايكروسوفت ويندوز كملكية عامة مكتوبة من قبل مصنعى لبطاقة الصوت. العديد من الشركات المصنعة للأجهزة تمد المستخدمين بالأقراص الخاصة أو لمايكروسوفت ويندوز لإدراجها على قرص التثبيت. أحيانا بعض المستخدمين تمد أيضا من قبل البائعين الفردية للتحميل والتركيب. إصلاحات الشوائب والتحسينات الأخرى من المرجح أن تكون متوفرة بشكل أسرع عن طريق التحميل، حيث أن الاسطوانات لا يمكن تحديثها بالتواتر على شبكة الإنترنت كموقع بروتوكول نقل الملفات. [USB ] فئة جهاز الصوت المدعم الموجودة من نظام ويندوز 98 وما بعده.[1] منذ مايكروسوفت الصوت العالمي العمارة (أوا) المبادرة التي تدعم الصوت عالي التحديد، فيروير و [ معايير الجهاز الصوتى USB معايير الطبقة، وهي الطبقة العالمية للمستخدم من قبل مايكروسوفت التي يمكن أن تستخدم. يتم تضمين برنامج التشغيل مع ويندوز فيستا. ويندوز XP، ويندوز 2000 أو ويندوز سيرفر 2003، يمكن الحصول على المستخدم من خلال الاتصال بدعم مايكروسوفت.[2] غالبا كل الصانع الموردة للمستخدمين لمثل هذه الأجهزة تشمل أيضا برنامج التشغيل هذا الصف.
- وهناك عدد من الإصدارات من يونيكسيمكن أن تستفيد من نظام الصوت المحمولة المفتوحة (مرصد الصحراء والساحل). ونادرا ما تكون البرامج تنتج من قبل الشركة المصنعة للبطاقة.
  - معظم الوقت الحاضر لينكس على أساس التوزيعات لتستفيد من تقدم لينكس لصوت العمارة (ALSA). حتى لينكس 2.4، كان مرصد الصحراء والساحل في العمارة معيار سليم لينكس، على الرغم من ALSA يمكن تحميلها، وقد تم تجميعها وتركيبها بشكل منفصل عن حبات 2.2 أو أعلى). ولكن من النواة 2.5 فصاعدا، لم تكن متكاملة ALSA إلى النواة ومرصد برامج الصحراء والساحل الأصلي كانت مهجورة. التوافق عكسى مع مرصد الصحراء والساحل على أساس برنامج الحفاظ عليها، ومع ذلك، عن طريق استخدام برمجيات المصدر المفتوح ALSA - التوافق API وبرمجيات المصدر المفتوح لوحدات مضاهاة النواة.
- Mockingboard دعم Apple الثاني عادة ما تدرج في البرامج نفسها كالعديد من البرامج لشركة Apple الثاني للتمهيد مباشرة من القرص.

## وصلات خارجية
- الطائر لضبط الصوت / بطاقة الوسائط المتعددة نسخة محفوظة 23 أكتوبر 2007 على موقع واي باك مشين.
- تاريخ من أجهزة الكمبيوتر الصوت
- بطاقة الصوت متحف نسخة محفوظة 3 مارس 2007 على موقع واي باك مشين.
- كيف تعمل الأشياء -- بطاقات الصوت